# Глогова (Братунац)
Глогова су насељено мјесто у општини Братунац, Република Српска, БиХ. Према попису становништва из 2013. године, у насељу је живјело 858 становника.

## Историја
Током рата 1992–1995. село је страдало, а почетком рата почињен је ратни злочин против цивилног становништва. Том приликом је убијено 64 лица бошњачке националности. Послије рата бројна домаћинства су обновљена.

## Становништво
| Демографија | Демографија | Демографија |
| Година      | Становника  | Становника  |
| ----------- | ----------- | ----------- |
| 1948.       | 630         |             |
| 1953.       | 735         |             |
| 1961.       | 861         |             |
| 1971.       | 1.107       |             |
| 1981.       | 1.655       |             |
| 1991.       | 1.913       |             |